# セルゲイ・リトビノフ
セルゲイ・リトビノフ （ロシア語: Сергей Николаевич Литвинов、1958年1月23日 - 2018年2月19日）は、ソビエト連邦の陸上競技選手。1988年ソウルオリンピックハンマー投の金メダリスト。1980年モスクワオリンピックにおいても銀メダルを獲得している。
リトビノフは同じソ連のユーリ・セディフとともに1980年代を代表するハンマー投選手である。彼は3度の世界記録を樹立している。
同名の息子セルゲイ・リトビノフ（Sergej Sergeyevich Litvinov）もハンマー投選手である。

## 主な実績
リトビノフは、1980年5月16日にセディフが80m64の世界新記録を出したわずか8日後に、自身初となる世界新記録81m66を樹立した。しかし1980年モスクワオリンピックでは、セディフに敗れ銀メダルに終わってしまう。しかもセディフは、81m80の記録を出し、リトビノフの世界記録は奪われてしまった。
1982年6月4日に、リトビノフは83m98というセディフの世界記録を2m以上更新し、再び世界記録保持者となった。しかし同年開催されたヨーロッパ陸上競技選手権大会では、セディフに敗れ銅メダルであった。
1983年6月21日に、リトビノフは84m14の記録を出し、自らの世界記録を更新する。その年にヘルシンキで開催された第1回世界陸上競技選手権大会では、82m68の記録でセディフを抑え、世界チャンピオンとなっている。
1984年は、ソ連が1984年ロサンゼルスオリンピックをボイコットしたため、セディフとともに出場できなかった。オリンピック直前にはリトビノフの世界記録は再度セディフに奪われている。
1986年のヨーロッパ陸上競技選手権大会では、彼のそれまでのベストである85m74という記録を出しながらも、セディフは現在に至るまでの世界記録となっている86m74の記録を出し銀メダルに終わっている。
1987年の世界陸上競技選手権大会では、セディフが欠場したため、リトビノフは2位のユーリー・タムに2m以上の差をつけ金メダルを獲得した。
1988年ソウルオリンピックでは、リトビノフは、1980年モスクワオリンピックでセディフが作ったオリンピック記録を破る84m80の大会新記録でセディフを下し、オリンピックで金メダルを獲得した。
その後のリトビノフは、ソ連から次々誕生する優秀なハンマー投選手におされ、1991年の世界選手権、1992年バルセロナオリンピックと代表に選ばれなかった。しかし、ソ連崩壊後の1993年の世界陸上にはロシアの代表として出場している。結果は7位であった。
2018年2月19日、練習拠点としていたソチで自転車でのトレーニング後に倒れ死去。
| 年   | 大会                         | 場所                           | 種目       | 結果 | 記録  |
| ---- | ---------------------------- | ------------------------------ | ---------- | ---- | ----- |
| 1980 | オリンピック                 | モスクワ（ソビエト連邦）       | ハンマー投 | 銀   | 80m64 |
| 1982 | ヨーロッパ陸上競技選手権大会 | アテネ（ギリシャ）             | ハンマー投 | 銅   | 78m66 |
| 1983 | 世界陸上競技選手権大会       | ヘルシンキ（フィンランド）     | ハンマー投 | 金   | 82m68 |
| 1986 | ヨーロッパ陸上競技選手権大会 | シュトゥットガルト（西ドイツ） | ハンマー投 | 銀   | 85m74 |
| 1987 | 世界陸上競技選手権大会       | ローマ（イタリア）             | ハンマー投 | 金   | 83m06 |
| 1988 | オリンピック                 | ソウル（韓国）                 | ハンマー投 | 金   | 84m80 |

## 自己ベスト
- ハンマー投 86m04 (1986年)

## 引用文献
- http://www.sporting-heroes.net/athletics-heroes/displayhero.asp?HeroID=1661
- http://www.sporting-heroes.net/athletics-heroes/displayhero.asp?HeroID=1662